# Криворожский округ
Криворожский (Криворогский) округ (укр. Криворізька округа) — бывшая административного-территориальная единица Екатеринославской губернии и Украинской ССР с административным центром в городе Кривой Рог.

## История
Образован 7 марта 1923 года из Криворожского, части Никопольского и Верхнеднепровского уездов в составе Екатеринославской губернии.
3 июня 1925 года в состав Криворожского округа включён Ново-Стародубский район из расформированного Александрийского округа.
1 августа 1925 года губернии в УССР были упразднены и округ перешёл в прямое республиканское подчинение.
29 сентября 1926 года Ново-Стародубский район ликвидирован путём включения всей его территории в состав Зеленского района.
Округ упразднён 2 сентября 1930 года, районы переданы в прямое подчинение Украинской ССР.

## Характеристика

### Административное деление
На момент образования округ состоял из 13 районов:
1. Адамовский район;
2. Апостоловский район;
3. Долинский район;
4. Казанковский район;
5. Криворожский район;
6. Лозоватский район;
7. Михайловский район;
8. Никопольский район;
9. Пятихатский район;
10. Петровский район;
11. Софиевский район;
12. Широковский район;
13. Шолоховский район.

По данным на 1 октября 1925 год состоял из 14 районов в которых было 184 сельсовета:
1. Апостоловский район;
2. Божедаровский район;
3. Долинский район;
4. Зеленский район;
5. Казанковский район;
6. Криворожский район;
7. Лозоватский район;
8. Михайловский район;
9. Никопольский район;
10. Ново-Стародубский район;
11. Саксаганский район;
12. Софиевский район;
13. Широковский район;
14. Шолоховский район.

### Географическое положение
На севере Криворожский округ граничил с Кременчугским округом, на северо-западе с Зиновьевским, на юго-западе с Николаевским, на юге с Херсонским и Мелитопольским, на юго-востоке — Запорожским, на востоке — Днепропетровским. Вместе с Днепропетровским и Запорожским округами входил в Днепропетровский подрайон.

### Председатели
Председатели Криворожского окружного исполнительного комитета:
- Колос, Григорий Авксентьевич (март 1922 — октябрь 1924);
- Копытовский (октябрь 1924 — апрель 1925);
- Лырёв, Никита Иванович (апрель 1925 — апрель 1926);
- Крупко, Семён Никифорович (май 1926 — сентябрь 1927);
- Тацкий, Тит Кондратьевич (октябрь 1927 — август 1928);
- Голышев, Георгий Ефимович (ноябрь 1928 — июнь 1929);
- Войтенко, Георгий Григорьевич (июнь 1929 — сентябрь 1930).

## Население
По данным на 1 октября 1925 года население составляло 489 тысяч человек.
Согласно Всесоюзной переписи населения 1926 года в округе проживало 564 736 жителей (48,16% мужчин и 51,84% женщин). Из них 71 705 были городскими, а 493 031 сельскими жителями.
По национальному составу: украинцы — 87,9%, русские — 5,4%, евреи — 3,8%, немцы — 1,8%, белорусы — 0,55%, поляки — 0,1%.